# 約翰娜·施皮里
約翰娜·施皮里（德語：Johanna Spyri，1827年6月12日—1901年7月7日）是一名瑞士兒童文學作家，最有名的作品是《海蒂》（Heidi）。

## 生平
1852年，約翰娜·厄塞與伯恩哈德·施皮里結婚，丈夫是律師。在蘇黎世的時候，她開始寫鄉間的生活。她第一個故事為A Note on Vrony's Grave，關於一位受家庭暴力女人的一生，出版於1880年；次年，她用四星期寫就《海蒂》，故事出現大人與小孩。海蒂是敘述一個孤女，與祖父一起生活在瑞士阿爾卑斯山的故事，並以生動描寫風景而聞名。
她的丈夫與獨子伯納德都在1884年去世。最後孤獨一人並投身於慈善事業，在1901年她去世前共寫了五十多個故事。她葬於蘇黎世Sihlfeld-A公墓的祖墳。作為傑出名人，施皮里夫人的肖相被印鑄在1951年發行的郵票，以及2009年發行的20瑞士法郎紀念幣。
2010年4月，一位教授發現一本由德國歷史老師赫爾曼·亞當·馮·坎普寫於1830年的書，該書可能被施皮里夫人用作海蒂的雛形。1830年故事的標題為“阿得黑德，來自阿爾卑斯山的少女”。這兩個故事情節與意象有許多相似之處。施皮里夫人的傳記作者雷吉娜辛德勒說，這完全是可能的，施皮里夫人可能已經熟悉這故事，因為她從小生長在一個有很多書的家庭。

## 外部連結
- 來自約翰娜·施皮里的LibriVox公共領域有聲讀物
- Johanna Spyri的作品  - 古騰堡計劃
- Works by Johanna Spyri at Classicreader.com